# 공작선인장속
공작선인장(Epiphyllum /ˌɛpɪˈfɪləm/; 그리스어로 "이파리 위에")은 중앙아메리카에서 자생하는 선인장과에 속한 19종의 착생선인장으로 구성된 속이다. 대개 덩굴선인장climbing cacti, 공작선인장orchid cacti, 잎선인장leaf cacti으로 불린다.

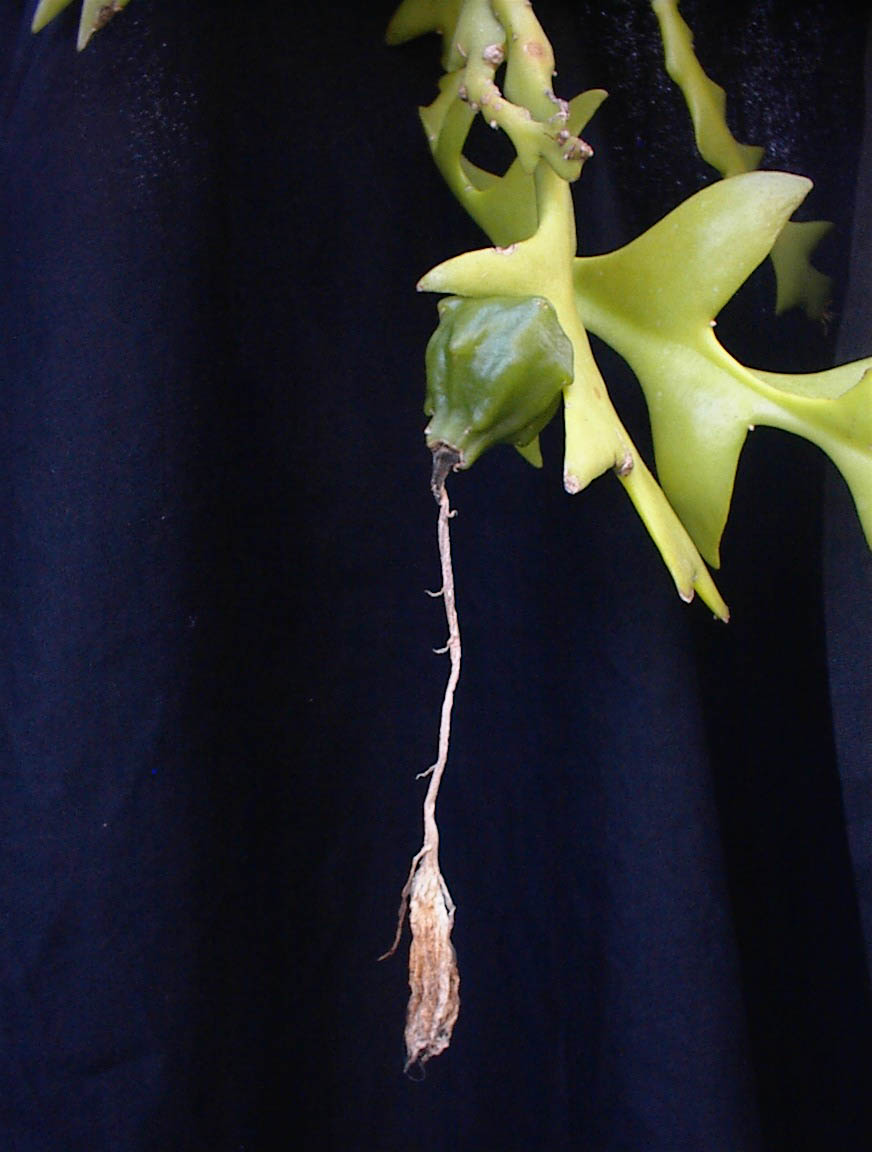
Epiphyllum anguliger의 과실

줄기는 넓고 낣작하여 너비는 1-5cm, 두께는 3-5mm에 이르며, 가장자리는 대개 갈라져있다. 꽃은 크기가 커서 지름이 8-16cm에 이르며, 꽃잎은 흰색이나 붉은색이다. 과일은 먹을 수 있으며 유전적으로 가까운 태랑각속Hylocereus의 과일 피타야와 굉장히 유사하지만 길이는 3-4cm에 불과하여 그리 크지 않다. 월하미인(Epiphyllum oxypetalum)이 특히 잘 알려져있는데, 크고 향기가 진한 꽃을 단 하룻밤동안에만 피워낸다.
대충 공작선인장이라고 불리는 공작선인장 잡종은 대개 꽃을 보기 위해 기르는데, Hylocereeae족에 속한 속들, 특히 쥐꼬리선인장속, 가짜갈대선인장속, 달빛선인장속을 교잡해 만들어낸 인공적인 잡종이다. 그 이름과는 달리 공작선인장의 종들은 교잡에 많이 쓰이지 않는다.

## 현존하는 종
| 사진 | 학명                              | 분포                                           |
| ---- | --------------------------------- | ---------------------------------------------- |
|      | Epiphyllum anguliger (Lem.) G.Don | 멕시코                                         |
|      | Epiphyllum baueri                 | 콜롬비아, 파나마                               |
|      | Epiphyllum cartagense             | 코스타리카, 파나마                             |
|      | Epiphyllum crenatum               | 멕시코, 과테말라, 벨리즈, 엘살바도르, 온두라스 |
|      | Epiphyllum chrysocardium          |                                                |
|      | Epiphyllum columbiense            |                                                |
|      | Epiphyllum costaricense           |                                                |
|      | Epiphyllum floribundum            | 페루                                           |
|      | Epiphyllum grandilobum            | 코스타리카, 니카라과, 페루                     |
|      | Epiphyllum guatemalense           | 과테말라, 온두라스                             |
|      | Epiphyllum laui Kimnach           | 멕시코                                         |
|      | Epiphyllum lepidocarpum           | 코스타리카, 파나마                             |
|      | Epiphyllum macropterum            |                                                |
|      | Epiphyllum oxypetalum (DC.) Haw.  | 벨리즈, 온두라스, 엘살바도르, 멕시코           |
|      | Epiphyllum phyllanthus (L.) Haw.  | 멕시코, 베네수엘라에서 아르헨티나까지          |
|      | Epiphyllum pumilum Britton & Rose | 과테말라, 멕시코                               |
|      | Epiphyllum rubrocoronatum         | 에콰도르, 콜롬비아                             |
|      | Epiphyllum thomasianum            | 코스타리카, 과테말라. 에콰도르, 니카라과       |
|      | Epiphyllum trimetrale             |                                                |

### 이전에 속했었던 종
- Disocactus phyllanthoides (DC.) Barthlott (as E. phyllanthoides (DC.) Sweet[4])